# Edvige Jagellona (1408-1431)
Edvige Jagellona (in lituano Jadvyga Jogailaitė; in polacco Jadwiga Jagiellonka; 8 aprile 1408 – Cracovia, 8 dicembre 1431) è stata una principessa polacco-lituana e un membro della dinastia degli Jagelloni.
Per la maggior parte della sua vita, essendo l'unica figlia di Ladislao II Jagellone, venne considerata l'erede al trono della Polonia e al titolo di granduchessa di Lituania. Dopo la nascita dei figli di Ladislao nel 1424 e nel 1427, Edvige godette di un certo sostegno per le sue pretese al trono. Morì nel 1431 e, secondo dicerie del tempo, sarebbe stata avvelenata dalla matrigna Sofia Alšėniškė.

## Relazioni familiari
Edvige era l'unica figlia del re di Polonia e duca supremo di Lituania Ladislao II Jagellone e della sua seconda moglie, Anna di Celje, figlia di Guglielmo, conte di Celje. La madre era una delle nipoti del re Casimiro III di Polonia e dunque una delle figure appartenenti alla dinastia dei Piast. Grazie al matrimonio contratto con lei nel 1402, Ladislao II legittimò nuovamente il suo governo come re di Polonia dopo la morte della sua prima moglie, Edvige, che regnò come regina (ma non come mera consorte) di Polonia. L'unica figlia di Jagiello e Anna, nata nel 1408, prese il nome dalla regina Edvige.
Quando divenne evidente che Anna di Celje non sarebbe stata in grado di avere altri figli, Edvige fu ufficialmente proclamata come più papabile erede al trono durante un congresso a Jedlnia all'inizio del 1413. La regina Anna si spense nel 1416, lasciando Edvige come unica figlia di Ladislao II. Nel 1417 quest'ultimo celebrò le nozze con Elisabetta di Pilica e nel 1422 con Sofia Alšėniškė. Edvige venne allevata da entrambe le matrigne.

## Proposte matrimoniali
Fino alla nascita del figlio di Jogaila Ladislao III nel 1424, il matrimonio di Edvige era di fondamentale importanza nella politica polacca poiché suo marito sarebbe diventato presumibilmente re di Polonia dopo la morte del sovrano regnante. Le prime trattative note per il suo matrimonio avvennero nel 1419 tra Ladislao II ed Eric, re di Svezia, Norvegia e Danimarca. I governanti si incontrarono a Czerwińsk nad Wisłą per discutere un'alleanza contro i cavalieri teutonici. Eric propose di sposare Edvige con suo cugino e presunto erede Boghislao IX, duca di Pomerania, che all'epoca aveva otto o nove anni. Tuttavia, l'unione tra polacchi, scandinavi e pomerani non si concretizzò.
Il 12 aprile 1421, Edvige fu promessa in sposa a Federico II, margravio di Brandeburgo, secondo figlio di Federico I di Brandeburgo, che cercava l'alleanza polacca nel conflitto di lunga data tra Brandeburgo e la Pomerania. Secondo i termini dell'accordo, il matrimonio avrebbe avuto luogo quando Federico II avrebbe raggiunto i 14 anni nel 1427. Cinque anni dopo il matrimonio, Federico II sarebbe stato in grado di diventare re di Polonia e granduca di Lituania. Il giovane principe di Brandeburgo avrebbe dovuto trasferirsi in Polonia il prima possibile, al fine di apprendere la lingua e le usanze del suo futuro paese. L'accordo sarebbe nullo se Ladislao avesse avuto nel frattempo figli.
Dieci mesi dopo, Ladislao sposò Sofia Alšėniškė, la quale aveva solo pochi anni più di Edvige. Federico I non era soddisfatto del matrimonio e mandò suo figlio a Cracovia per stare la sua promessa. Le tensioni continuarono a salire poiché Brandeburgo non fornì truppe nella guerra di Gollub contro i cavalieri teutonici. Sigismondo, imperatore del Sacro Romano Impero, esercitò pressioni contro il matrimonio mentre il re scandinavo Eric rinnovò la sua proposta per l'alleanza tra polacchi, scandinavi e pomerani contro il Brandeburgo. Nonostante la posta in gioco, Ladislao non annullò l'accordo. Temendo per la sua incolumità, il granduca Vitoldo invitò Federico II a spostarsi da Cracovia in Lituania nel 1424.
Nell'ottobre 1424 Sofia diede alla luce il tanto desiderato figlio di Jagiello, ma Federico continuò a tenere fede su parti prestati in passato. Un gruppo di nobili polacchi desiderava che Edvige e il suo futuro marito succedessero a suo padre, invece che i figli di suo padre da Sofia Alšėniškė, i quali non appartenevano alla casata dei Piast. La morte di sua nonna materna, Anna di Polonia, nel 1425 lasciò Edvige senza parenti stretti nella lotta per il potere con Sofia. A causa delle incertezze sull'eredità, il matrimonio di Edvige fu rinviato. Per circa un anno, Edvige lottò contro una malattia sconosciuta e si spense nel dicembre 1431, venendo più seppellita nella cattedrale del Wawel. La regina Sofia dovette convivere dalle maldicenze che volevano un suo avvelenamento della principessa. Esistono delle fonti che suggeriscono che Federico II fosse sinceramente innamorato di Edvige e soffrì di depressione a causa della sua morte.

## Antenati
|                        |   |                       | Genitori           |  |  | Nonni |  |  | Bisnonni  |  |  | Trisnonni |  |
|                        |   |                       |                    |  |  |       |  |  | Gediminas |  |  | Butvydas  |  |
|                        |   |                       |                    |  |  |       |  |  | Gediminas |  |  | Butvydas  |  |
|                        |   | …                     |                    |  |  |       |  |  | Gediminas |  |  |           |  |
| Algirdas               |   |                       |                    |  |  |       |  |  | Gediminas |  |  |           |  |
|                        |   | Jewna di Polack       | Ivan di Polack     |  |  |       |  |  |           |  |  |           |  |
|                        |   | Jewna di Polack       | Ivan di Polack     |  |  |       |  |  |           |  |  |           |  |
|                        |   | Jewna di Polack       | …                  |  |  |       |  |  |           |  |  |           |  |
| Ladislao II di Polonia |   | Jewna di Polack       |                    |  |  |       |  |  |           |  |  |           |  |
|                        |   | Alessandro I di Tver' | Michail Jaroslavič |  |  |       |  |  |           |  |  |           |  |
|                        |   | Alessandro I di Tver' | Michail Jaroslavič |  |  |       |  |  |           |  |  |           |  |
|                        |   | Alessandro I di Tver' | Anna di Kašin      |  |  |       |  |  |           |  |  |           |  |
| Uliana di Tver'        |   | Alessandro I di Tver' |                    |  |  |       |  |  |           |  |  |           |  |
|                        |   | Anastasia di Galizia  | Jurij I di Galizia |  |  |       |  |  |           |  |  |           |  |
|                        |   | Anastasia di Galizia  | Jurij I di Galizia |  |  |       |  |  |           |  |  |           |  |
|                        |   | Anastasia di Galizia  | Eufemia di Cuiavia |  |  |       |  |  |           |  |  |           |  |
| Edvige Jagellona       |   | Anastasia di Galizia  |                    |  |  |       |  |  |           |  |  |           |  |
|                        | … | …                     |                    |  |  |       |  |  |           |  |  |           |  |
|                        | … | …                     |                    |  |  |       |  |  |           |  |  |           |  |
|                        | … | …                     |                    |  |  |       |  |  |           |  |  |           |  |
| Guglielmo di Celje     | … |                       |                    |  |  |       |  |  |           |  |  |           |  |
|                        |   | …                     | …                  |  |  |       |  |  |           |  |  |           |  |
|                        |   | …                     | …                  |  |  |       |  |  |           |  |  |           |  |
|                        |   | …                     | …                  |  |  |       |  |  |           |  |  |           |  |
| Anna di Celje          |   | …                     |                    |  |  |       |  |  |           |  |  |           |  |
|                        |   | …                     | …                  |  |  |       |  |  |           |  |  |           |  |
|                        |   | …                     | …                  |  |  |       |  |  |           |  |  |           |  |
|                        |   | …                     | …                  |  |  |       |  |  |           |  |  |           |  |
| Anna di Polonia        |   | …                     |                    |  |  |       |  |  |           |  |  |           |  |
|                        |   | …                     | …                  |  |  |       |  |  |           |  |  |           |  |
|                        |   | …                     | …                  |  |  |       |  |  |           |  |  |           |  |
|                        |   | …                     | …                  |  |  |       |  |  |           |  |  |           |  |
|                        |   | …                     |                    |  |  |       |  |  |           |  |  |           |  |